# Svartöstadens hembygdsförening
Svartöstadens hembygdsförening i Luleå är en förening för bevarande av Svartöstadens historia, med lokaler i Folkets Hus (kallat "Blackis") i samma område.